# Ácido fenólico

Estrutura molecular do Ácido 5-metoxisalisílico, um ácido fenólico.

Ácidos fenólicos ou ácidos fenolcarboxílicos são um tipo de compostos orgânicos que inclui as substâncias que contêm um anel fenólico e uma função orgânica de ácido carboxílico (esqueleto C6-C1).

## Descrição
Os ácidos fenólicos incluem distintas categorias de compostos, entre as quais os ácidos mono-hidroxibenzoicos (parabeno, metilparabeno, propilparabeno), ácidos di-hidroxibenzoicos (ácido gentísico, ácido protocatecuico) e ácidos tri-hidroxibenzoicos (ácido gálico, ácido floroglucínico). Este tipo de ácidos fenólicos (em particular o ácido gálico) estão incluídos entre os denominados taninos hidrolizáveis. O ácido siríngico, o ácido eudésmico e o ácido salicílico são também ácidos fenólicos.
Os ácidos fenólicos ocorrem naturalmente em muitas espécies de plantas e a sua presença em frutos secos pode atingir altas concentrações.
Os fenóis naturais em espécies como Macrotyloma uniflorum são sobretudo ácidos fenólicos, a saber, o ácido 3, 4-di-hidroxibenzoico, o ácido para-hidroxibenzoico, o ácido vanílico, o ácido cafeico, o ácido paracumárico, o ácido ferúlico, o ácido siríngico e o ácido sinápico.
O ácidos fenólicos podem ocorrer em levadas concentração em espécies de cogumelos (basidiomicetos). Também formam parte das substâncias húmicas, os constituintes orgânicos principais do húmus.
Muitos ácidos fenólicos ocorrem na urina humana.